# Jakoubek ze Stříbra
Jakoubek ze Stříbra, též Jakub či Jacobellus (asi 1371 – 9. srpna 1429), byl český husitský kazatel, spisovatel a univerzitní mistr. Zatímco jeho přítel Jan Hus propůjčil české reformaci své jméno, Jakoubek dal tomuto hnutí laický kalich.

## Život
Byl přítelem a spolužákem Jana Husa. V roce 1393 se stal bakalářem a 1397 mistrem. Od roku 1400 přednášel na univerzitě. Mezi českými kazateli tohoto období byl prvním, kdo prosazoval přijímání podobojí (utrakvismus), poprvé s myšlenkou vystoupil někdy v roce 1414 (v tu dobu byl Jan Hus v Kostnici). Tato idea podávání svatého přijímání „pod obojí způsobou“ (tj. chleba a vína) se nakonec stala pro husitství klíčovou, tvořila jeden ze Čtyř artikulů pražských. Na jejich vzniku se mimochodem Jakoubek též podílel. O této představě se zpočátku hodně diskutovalo a Husovy přívržence téměř rozdělila. V této době byl Jakoubek dán do klatby. Od r. 1419 působil jako kazatel v Betlémské kapli.
V husitských sporech stál na straně pražských, pravděpodobně proto, že měl pocit, že táborité zacházejí příliš daleko (mnoha názory je jim však bližší). Ve většině sporů byl jednotícím prvkem, díky kterému se podařilo najít kompromis. Byl účastníkem velkého hádání 10. prosince 1420, kde se mu podařilo prosadit kompromis ve sporu o ornátech. Byl jedním ze čtyř správců husitského duchovenstva spolu s Janem Želivským, Janem z Příbrami a Prokopem z Plzně. Inicioval svolání schůze v Karlově koleji 12. listopadu 1421, která potvrdila synodu, čímž chtěl zabránit extrémům ze strany Jana Želivského, avšak neúspěšně. Dne 7. března 1422 podal na Želivského žalobu a přímo tak zavinil následné Želivského odsouzení a popravu. Brzy nato byl donucen k vyhnanství v Hradci Králové, ale již koncem května se vrátil do Prahy.
Zastával tezi, že obrana (nikoli šíření) slova Božího mečem je správná. Táborité si ji vyložili jako požehnání k vojenským akcím. To vyvolalo jeho spor s Petrem Chelčickým.

## Dílo
- JAKOUBEK ze Stříbra. Výklad na Zjevenie sv. Jana. Díl 1. V Praze: Komise pro vydávání pramenů českého hnutí náboženského ve stol. 14. a 15., zřízená při České akademii věd a umění, 1932. cii, 696 s. Sbírka pramenů českého hnutí náboženského ve století 14. a 15.; č. 18. Dostupné online Archivováno 1. 10. 2018 na Wayback Machine.
- JAKOUBEK ze Stříbra a Šimek, František, ed. Výklad na Zjevenie sv. Jana. Díl II. V Praze: Komise pro vydávání pramenů českého hnutí náboženského ve stol. XIV. a XV., zřízené při České akademii věd a umění, 1933. 686 s. Sbírka pramenů českého hnutí náboženského ve století XIV. a XV.; č. 19.
- JAKOUBEK ze Stříbra a Sita, Karel, ed. Betlemská kázání z roku 1416. Vyd. 1. Praha: Blahoslav, 1951. 149 s. Dostupné online Archivováno 2. 10. 2018 na Wayback Machine.
- JAKOUBEK ze Stříbra, Čejka, Mirek, ed. a Krmíčková, Helena, ed. Dvě staročeská utrakvistická díla Jakoubka ze Stříbra. Vyd. 1. Brno: Masarykova univerzita, 2009. 139 s. Spisy Masarykovy univerzity v Brně. Filozofická fakulta = Opera Universitatis Masarykianae Brunensis. Facultas philosophica, č. 379. ISBN 978-80-210-4843-0.
  - Obsahuje díla:
    - O Boží krvi.
    - Zpráva, jak Sněm konstantský o svátosti večeře Kristovy nařídil.
- Tractatus super lamentationes Jeremiae
- Consilium de pacificando regno
- Sermones repraesentati a Jacobello per circulum anni
- Vindiciae contra Andream Brodam pro communione plebis sub utraque specie – dokazuje na základě Bible nutnost přijímání podobojí. Odpověď Martinovi Ondřejovi z Brodu, který byl proti přijímání podobojí.
- Apologia pro communione plebis sub utraque specie – odpověď na zákaz přijímání podobojí na koncilu kostnickém.
- Demonstratio per testimonia scripturae, patrum actue doctorum, communicatonem calicis in plebe christiana esse necessariam – obhajoba podobojí proti Maříkovi Rvačkovi a Gersonovi.
- De vera existentia corporis et sanguinis Christi in sacra coena – traktát o podobojí
- De communione spirituali integra sub duplici forma panis et vini quantitate plebem concernente

### Překlady
- WYCLIFFE, John. Mistra Jakoubka ze Stříbra Překlad Viklefova dialogu. Přeložil Jakoubek ze Stříbra. Praha: Česká akademie císaře Františka Josefa pro vědy, slovesnost a umění, 1909, XXXVIII, 197 s. (Jde o volný Jakoubkův překlad významného díla Jana Viklefa – staročesky.) Dostupné online Archivováno 1. 10. 2018 na Wayback Machine.